# ماهیچه دراز گردن
ماهیچه درازِ گردن یا عضله لونگوس کولی (انگلیسی: Longus colli muscle) از ماهیچه‌های بدن انسان است که در صطح پیشین ستون مهره‌ها بین مهره اطلس و مهره سینه‌ای سوم قرار گرفته است.
ماهیچه درازِ گردن از ریشه زواید عرضی مهره‌های گردنی شروع می‌شود و به مهره‌های اول سینه می‌چسبد. خاستگاه این عضله، سطح قدامی مهره‌های C3-T3 می‌باشد و به قوس قدامی مهره اطلس (C1) می‌چسبد.
میانه‌های ماهیچه درازِ گردن پهن، و دو سر آن باریک است. این ماهیچه از سه بخش تشکیل شده به نام‌های مایل بالایی، مایل پایینی، و عمودی

## نگارخانه

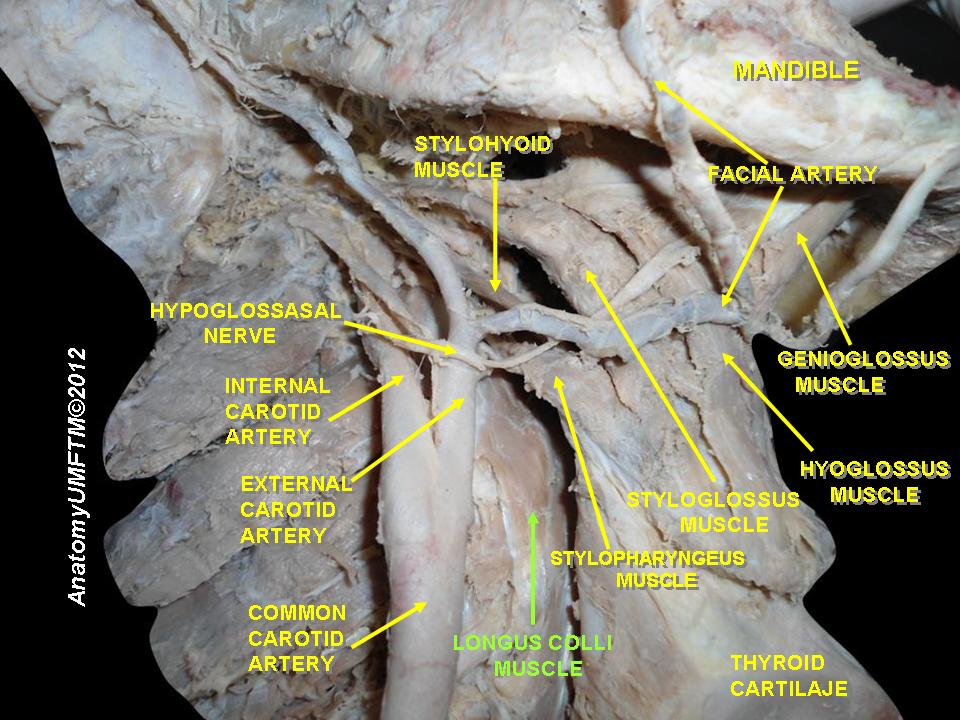
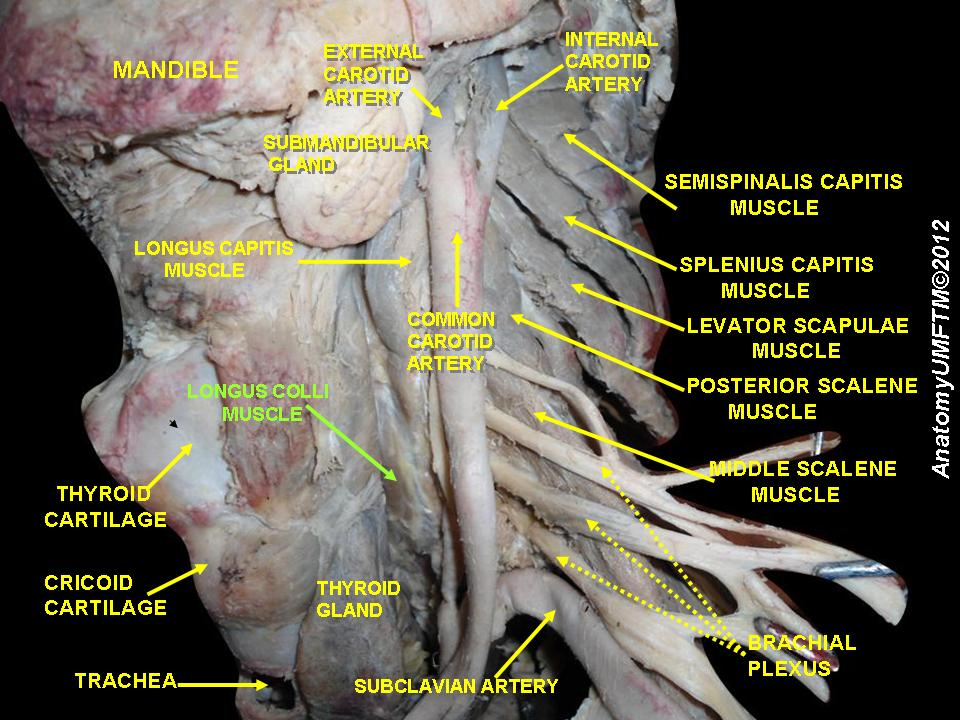
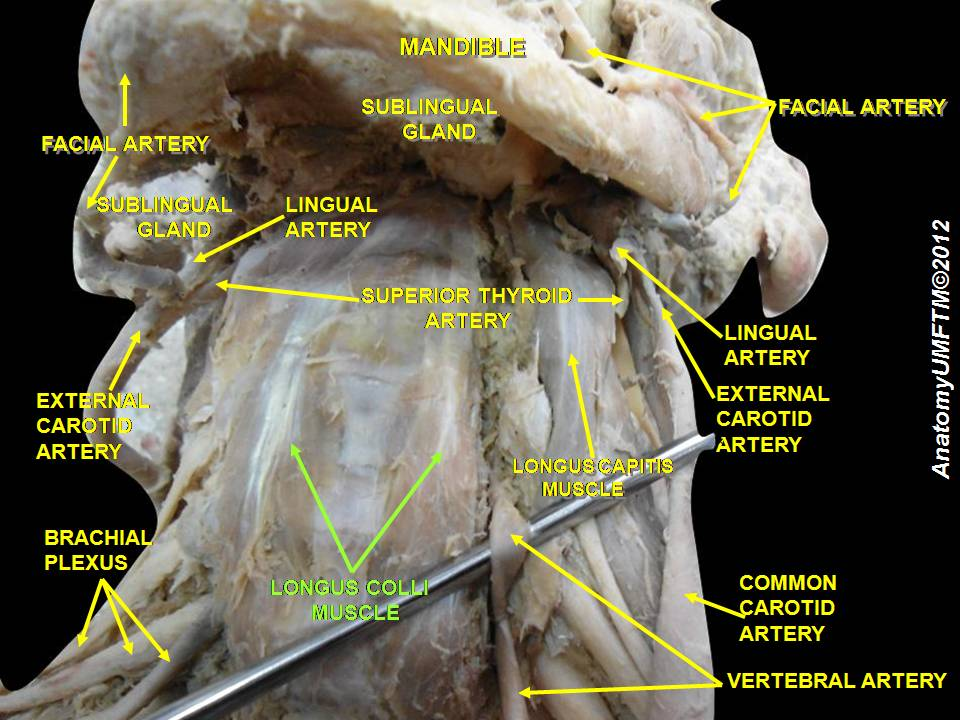